# Augustin Rouart
Augustin Rouart est un peintre français né le 27 mai 1907 à Paris, ville où il est mort le 13 décembre 1997.

## Biographie et hommages
Fils de l'homme de lettres Louis Rouart et de son épouse née Christine Lerolle, fille d'Henry Lerolle, Augustin Rouart naît le 27 mai 1907 dans le 7e arrondissement de Paris. Il meurt le 13 décembre 1997 dans le 13e arrondissement.
Parmi ses inspirations artistiques, on peut mentionner Holbein, Ingres, Poussin, Botticelli et Dürer, dont il reprend le monogramme. Cet amour particulier pour les peintres de la Renaissance peut d'ailleurs se voir dans son utilisation fréquente de la tempera. Néanmoins, il crée son propre style en combinant respect du réel, fascination pour la nature et goût pour le décoratif. Plusieurs œuvres témoignent de ses liens avec le style Art Déco et les estampes japonaises (comme Le Nageur ou Le Petit Pêcheur).
Il a su se démarquer toute sa vie en restant à l'écart des grands courants artistiques de son temps et se créant son propre langage pictural.
Salué à ses débuts par le critique Waldemar George qui écrivait à son propos "le Beau tel qu'il le conçoit et tel qu'il l'envisage est la splendeur du Vrai", il est l’objet d’une grande exposition rétrospective en 2006 au musée des Années Trente de Boulogne-Billancourt. Cette exposition donne lieu à une monographie intitulée Augustin Rouart, le Réalisme Magique, aux éditions Somogy, préfacée par Pierre Rosenberg. Plusieurs contributions dont celle de Bruno Foucart, d'Adrien Goetz ou de Dominique Bona y mettent en relief l’originalité de ce « moderne des années 30 ».[réf. souhaitée]
Avec les tableaux de son grand père Henri Rouart et de son oncle Ernest Rouart, ses œuvres sont également exposées au musée des Beaux-Arts de Nancy en 2014 au cours d’une exposition intitulée « Les Rouart, de l’impressionnisme au réalisme magique », accompagnée d’un ouvrage au titre éponyme de Dominique Bona aux éditions Gallimard. Manifestation reprise aux musées de Pont-Aven, de Rueil-Malmaison et au musée Caillebotte d'Yerres.[réf. souhaitée]

En mai 2023 une exposition de portraits d'enfants est organisée à la mairie 8e arrondissement à l'occasion de la parution du livre Entre père et fils de l’académicien Jean-Marie Rouart,, l'un de ses fils.

## Œuvres
- Le Nageur, 1943, huile sur toile, Petit Palais, Paris
- Le Petit Pêcheur, 1943, peinture à l'œuf sur toile, Petit Palais, Paris
- Lagrimas y penas, 1943, huile sur contreplaqué, Petit Palais, Paris
- Autoportrait au pinceau, 1944, peinture à l'œuf sur toile, Petit Palais, Paris
- Cinq portraits de Jean-Marie dormant, 1948, peinture à l'œuf sur carton, Petit Palais, Paris
- Jonquilles et narcisses dans un bocal en verre, 1954, Huile sur bois, Petit Palais, Paris